# Мегарська псефізма
Мегарська псефізма (дав.-гр. Μεγαρικό ψήφισμα) — ухвала афінських народних зборів, що забороняла громадянам Мегар під страхом смерті перебувати в містах і гаванях держав, які входили до складу Афінського морського союзу.
Запровадити економічні санкції проти Мегар запропонував Перікл, який посилався на те, що сусіди переховують в себе рабів-втікачів з Аттики і розорюють «недоторкану» ділянку землі, що належала Елевсінському святилищу. Проте очевидним було й бажання афінян взяти реванш за поразку 446 р. до н. е., яку вони схильні були пояснювати «зрадою» мегарців.
Ухвалена у 432 р. до н. е., псефізма паралізувала мегарську торгівлю і стала одним з приводів до Пелопоннеської війни (Фукідід, щоправда, дотримувався іншої точки зору, бо був впевнений, що спартанці вирішили розпочати війну за кілька років до афінського демаршу).